# Incidentul Gleiwitz

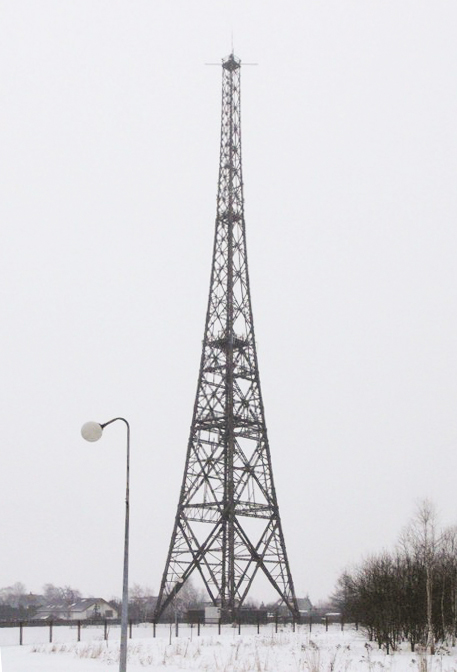
Turnul radio de la Gliwice - naziști îmbrăcați în uniforme poloneze și conduși de SS-Sturmbannführer Alfred Helmut Naujocks au atacat acest turn în august 1939. Astăzi acest turn este cea mai mare structură din lemn din Europa.

Incidentul de la Gleiwitz a fost un atac pus în scenă de forțe naziste care s-au dat drept polonezi pe 31 august 1939, atac împotriva stației radio germane Sender Gleiwitz din Silezia superioară, Germania (din 1945: Gliwice, Polonia) în ajunul celui de-al doilea război mondial în Europa. Așadar pretextul de război german pentru cel de-al al doilea război mondial a fost incidentul Gleiwitz.

## Fundal
În autobiografia sa Mein Kampf, în anii 1920 Adolf Hitler susținea o politică de „lebensraum” ("Spațiu vital") pentru poporul german, care, în practică, însemna expansiunea germană teritorială înspre Europa de Est. 
În august 1939, în vederea punerii în aplicare a primei faze a acestei politici, Guvernul nazist sub conducerea lui Hitler pune în scenă Incidentul Gleiwitz folosit ulterior ca un motiv de război pentru invazia Poloniei în luna următoare (septembrie 1939). Aliații Poloniei, Marea Britanie și Franța, loiali alianței lor cu Polonia, ulterior aveau să declare război Germaniei. În același timp cu germanii, sovieticii atacă Polonia dinspre răsărit, ca urmare a înțelegerilor secrete din Pactul Ribbentrop-Molotov.

## Reacții internaționale
Corespondenții americani de presă au fost chemați la fața locului a doua zi. Niciunei părți neutre nu i-a fost permis să investigheze în detaliu incidentul, iar publicul internațional era sceptic față de versiunea germană a incidentului.

## Biografie suplimentară
- John Toland, Adolf Hitler : The Definitive Biography, ISBN 0-385-42053-6.
- Dennis Whitehead, "The Gleiwitz Incident", After the Battle Magazine Number 142 (March 2009)
- Stanley S. Seidner, Marshal Edward Śmigły-Rydz Rydz and the Defense of Poland, New York, 1978.